# Mistrzostwa Oceanii w Zapasach 2002
Mistrzostwa Oceanii w zapasach w 2002, odbywały się w dniach 25-27 maja na Koror w Palau. W tabeli medalowej tryumfowali zapaśnicy z Australii.

## Wyniki

### Styl klasyczny
| Konkurencja        | Złoto             | Srebro           | Brąz               |
| Kategoria do 55 kg | Nickolay Goranev  | Randall Reichi   | ----               |
| Kategoria do 60 kg | Plamen Tchoukanov | Teibana Mase     | Peasley Arurang    |
| Kategoria do 66 kg | Katea Ueresi      | Michael Colfax   | Jason Maluchluw    |
| Kategoria do 74 kg | Vitaly Ogulev     | Lawrence Uwelur  | Benjamin Hernandez |
| Kategoria do 84 kg | Jeffrey Cobb      | Bibiano Mailyeng | ----               |
| Kategoria do 96 kg | Nicolas Liulamaga | John Tarkong     | ----               |

Jesus Takawo z Palau w kategorii 120 kg był jedynym zgłoszonym zawodnikiem w swojej kategorii i nie został uwzględniony w tabeli jako złoty medalista.

### Styl wolny
| Konkurencja         | Złoto                  | Srebro           | Brąz               |
| Kategoria do 55 kg  | Farshad Tarash         | Randall Reichi   | ----               |
| Kategoria do 60 kg  | Cory O’Brien           | Graeme Hawkins   | Teibana Mase       |
| Kategoria do 66 kg  | Ricardo Aryan          | Len Zaslavsky    | Katea Ueresi       |
| Kategoria do 74 kg  | Reinold Ozoline        | Faʻafetai Iutana | Benjamin Hernandez |
| Kategoria do 84 kg  | Daniel Kelly           | Nick Daly        | Jeffrey Cobb       |
| Kategoria do 96 kg  | Igor Praporshchikov    | John Andrew      | John Tarkong       |
| Kategoria do 120 kg | Mushtaq Rasem Abdullah | Jesus Takawo     | Lino Hasugluw      |

### Styl wolny – kobiety
| Konkurencja        | Złoto       | Srebro       | Brąz |
| Kategoria do 51 kg | Sian Law    | Kyla Bremner | ---- |
| Kategoria do 59 kg | Carli Lewis | Maria Dunn   | ---- |

Lila Ristevska (48 kg), Suellyn Hayes (54kg) i Erina Waterreus (72kg) z Australii, a także Jesse Mangham (63kg) z Palau, były jedymi zgłoszonymi zawodniczkami w swojej kategorii i nie zostały uwzględnione w tabeli jako złote medalistki.

## Tabela medalowa
Gospodarz mistrzostw został zaznaczony kolorem.
| Poz. | Państwo            |    |    |   | Łącznie |
| ---- | ------------------ | -- | -- | - | ------- |
| 1    | Australia          | 10 | 2  | 0 | 12      |
| 2    | Nowa Zelandia      | 2  | 3  | 0 | 5       |
| 3    | Guam               | 1  | 2  | 3 | 6       |
| 4    | Wyspy Marshalla    | 1  | 1  | 2 | 4       |
| 5    | Samoa Amerykańskie | 1  | 0  | 0 | 1       |
| 6    | Palau              | 0  | 4  | 2 | 6       |
| 7    | Mikronezja         | 0  | 2  | 2 | 4       |
| 8    | Samoa              | 0  | 1  | 0 | 1       |
|      | Łącznie            | 15 | 15 | 9 | 39      |